# 塔亚拉普半岛
塔亚拉普半岛（法語：Presqu'île de Taiarapu），又称小塔希提岛，是法国海外集体法屬玻里尼西亞大溪地島东南部的半岛，通过塔拉沃地峡与塔希提岛其余部分相连。该半岛分属两个市镇：东塔亚拉普和西塔亚拉普。

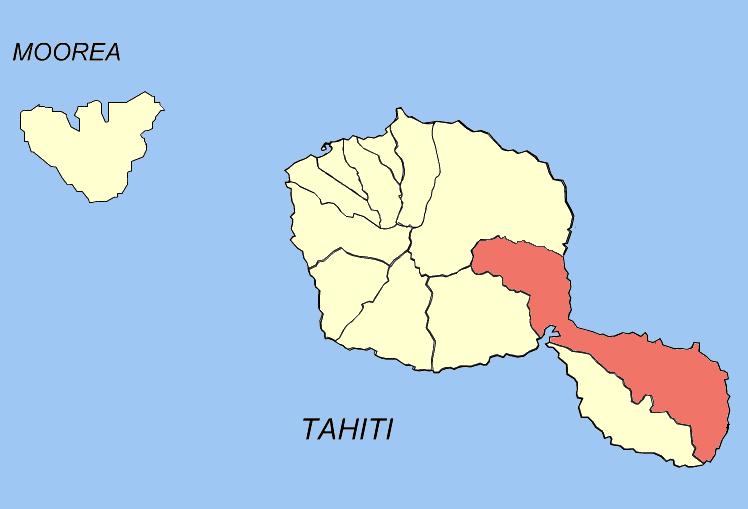
东塔亚拉普
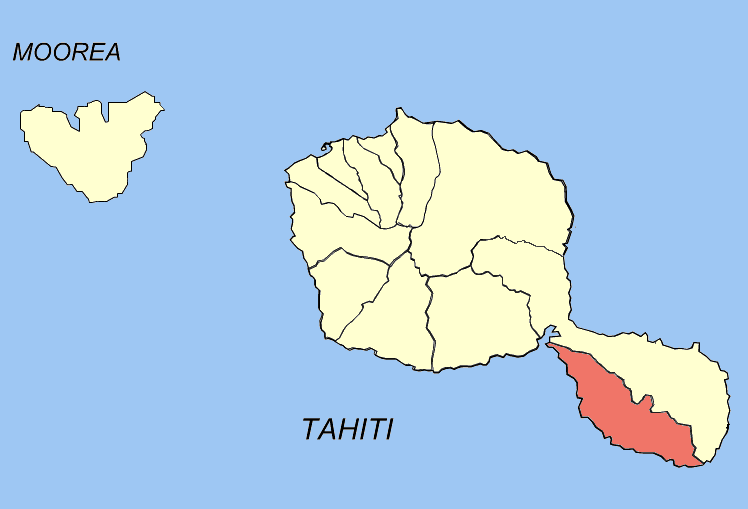
西塔亚拉普